# Гомстединг

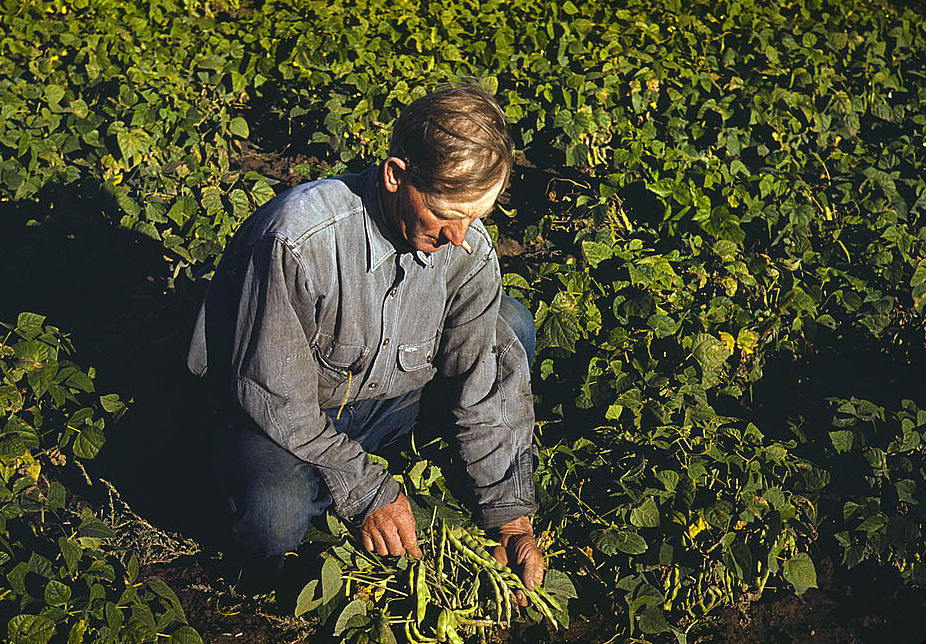
Гомстедер збирає боби в Пай-Тауні, Нью-Мексико, 1940 рік

Гомстединг – це спосіб життя, пов’язаний із самозабезпеченням . Він характеризується натуральним сільським господарством, домашнім консервуванням їжі, а також може включати дрібномасштабне виробництво текстилю, одягу та ремісничих виробів для домашнього використання чи продажу. Розвиваючись по-різному в усьому світі — і в різні історичні епохи — гомстедінг, як правило, відрізняється від сільського села чи комунального життя через ізоляцію (соціальну чи фізичну) садиби. Використання терміна в Сполучених Штатах бере свій початок із Закону про гомстед (1862) і раніше. В Африці на південь від Сахари, особливо в країнах, які раніше контролювалися Британською імперією, Гомстед (садиба, хутір) — це домашнє господарство для однієї великої родини. У Великій Британії терміни «дрібний землевласник» і «крафт» є приблизними синонімами до слова «гомстедер». В Україні близьким за змістом до слова «гомстедер» є «хуторянин».
Сучасні гомстедери часто використовують альтернативні джерела енергії, зокрема сонячну та вітрову. Багато хто також вирішує садити та вирощувати реліквію овочів і розводити худобу. Гомстедінг визначається не тим, де хтось живе, як-от місто чи країна, а вибором способу життя, який він робить. 

## Як історична державна політика
Історично гомстединг використовувався урядовими установами (залученими до національної експансії), щоб допомогти заселити раніше незаселені (хоча й не безлюдні) території, особливо в Сполучених Штатах, Канаді та Австралії . Керуючись  принципом гомстеду, багато з цих актів (законів) гомстеду було запроваджено в 19-му та 20-му століттях і стосувалися конкретних територій, більшість з яких було припинено після встановленого періоду часу чи досягнення мети.
Поновлення інтересу до гомстедингу було викликано програмою президента США Франкліна Д. Рузвельта щодо натурального гомстедінгу в 1930-х і 1940-х роках. 

## Як громадський рух
Привабливість повернення на землю походить з римської епохи, і це також було відзначено в азійських поетичних і філософських трактатах ( Агрокультуризм ).   У 1700-х роках у Франції розвинулась філософія фізіократії, а до 1800-х і початку 1900-х років філософія аграризму закріпилася в багатьох місцях по всьому світу. Ідеї прихильників сучасного садиби, наприклад Ральфа Борсоді, набули популярності в 1960-х роках у США. Рухи самозабезпечення в 1990-х і 2000-х роках почали застосовувати цю концепцію до міських і приміських умов, відомих як міські садиби . За словами автора Джона Сеймура, «міське присадибне господарство» включає дрібне стійке сільське господарство та домашнє господарство . 

## Як економічний вибір
У господарстві часто уникають системи соціальної та державної підтримки на користь самозабезпечення та відносної депривації, щоб максимізувати незалежність і самовизначення.  Ступінь незалежності може бути різним: багато власників присадибних ділянок створюють продовольчі товари або ремісничі вироби, щоб звернути увагу на ринкові ніші високого класу з метою задоволення фінансових потреб. Інші власники присадибних ділянок приходять до способу життя після успішної кар’єри, яка забезпечує фінансування землі, житла, податки та спеціальне обладнання, таке як сонячні панелі, сільськогосподарське обладнання та електрогенератори .
Сучасне державне регулювання — у формі будівельних норм, правил безпечності харчових продуктів, правил зонування, мінімальної заробітної плати та соціального забезпечення для випадкової праці, а також обмежень міської ради щодо озеленення та утримання тварин — може підвищити граничну вартість домашнього виробництва їжі в постраждалих районах. цими обмеженнями. Ретельний вибір місця садиби є важливим для економічного успіху.
Потенційні переваги гомстедингу включають задовольняючий рівень життя та більш здоровий спосіб життя, який приносить більше винагороди, ніж більш традиційні моделі життя.  

## Подальше читання
- Кеннон, Брайан К., «Запам’ятовування присадибного господарства: перспектива півстоліття», Історія сільського господарства , 87 (зима 2013), 1–29.